# Lithocarpus gracilis
Lithocarpus gracilis är en bokväxtart som först beskrevs av Pieter Willem Korthals, och fick sitt nu gällande namn av Engkik Soepadmo. Lithocarpus gracilis ingår i släktet Lithocarpus och familjen bokväxter. Inga underarter finns listade.